# Катастрофа ATR 42 под Оксибилом
Катастрофа ATR 42 под Оксибилом — крупная авиационная катастрофа, произошедшая 16 августа 2015 года. Авиалайнер ATR 42-300 авиакомпании Trigana Air Service выполнял плановый внутренний рейс IL267 по маршруту Джаяпура—Оксибил, но при снижении к аэропорту Оксибила врезался в гору Тангок в 16,7 километрах от аэропорта. Погибли все находившиеся на его борту 54 человека — 49 пассажиров и 5 членов экипажа.
Катастрофа рейса 267 стала крупнейшей в истории самолёта ATR 42.

## Самолёт
ATR 42-300 (регистрационный номер PK-YRN, серийный 102) был выпущен в 1988 году (первый полёт совершил 28 мая под тестовым б/н F-WWEZ). 22 августа того же года был зарегистрирован в компании-производителе «ATR» (борт F-GFTO), но уже 23 августа (по другим данным — 29 сентября) был передан авиакомпании Trans States Airlines (TSA), в которой был перерегистрирован (борт N421TE). 21 января 2005 года был куплен авиакомпанией Trigana Air Service и получил б/н PK-YRN. Оснащён двумя турбовинтовыми двигателями Pratt & Whitney Canada PW120. На день катастрофы совершил 55 663 цикла «взлёт-посадка» и налетал 50 133 часа.
В период с 1988 по 2005 годы с самолётом произошло 6 авиационных инцидентов, в одном из которых у него оторвалось правое колесо носовой стойки шасси.

## Экипаж
Самолётом управлял опытный экипаж, его состав был таким:
- Командир воздушного судна (КВС) — 60-летний Хасануддин (индон. Hasanuddin). Очень опытный пилот, проработал в авиакомпании Trigana Air Service 23 года и 10 месяцев (с 1 октября 1991 года). Налетал 25 287 часов, свыше 7340 из них на ATR 42/72.
- Второй пилот — 44-летний Арьядин Фалани (индон. Aryadin Falani). Опытный пилот, проработал в авиакомпании Trigana Air Service 7 лет и 2 месяца (с 1 июня 2008 года). Налетал 3818 часов, свыше 2640 из них на ATR 42/72.

В салоне самолёта работали две стюардессы:
- Ика Н. (индон. Ika N.).
- Дита А. Курниаван (индон. Dita A. Kurniawan), 21 год.

Также в состав экипажа входил 36-летний авиамеханик Марио Р. Бунторо (индон. Mario R. Buntoro).

## Хронология событий

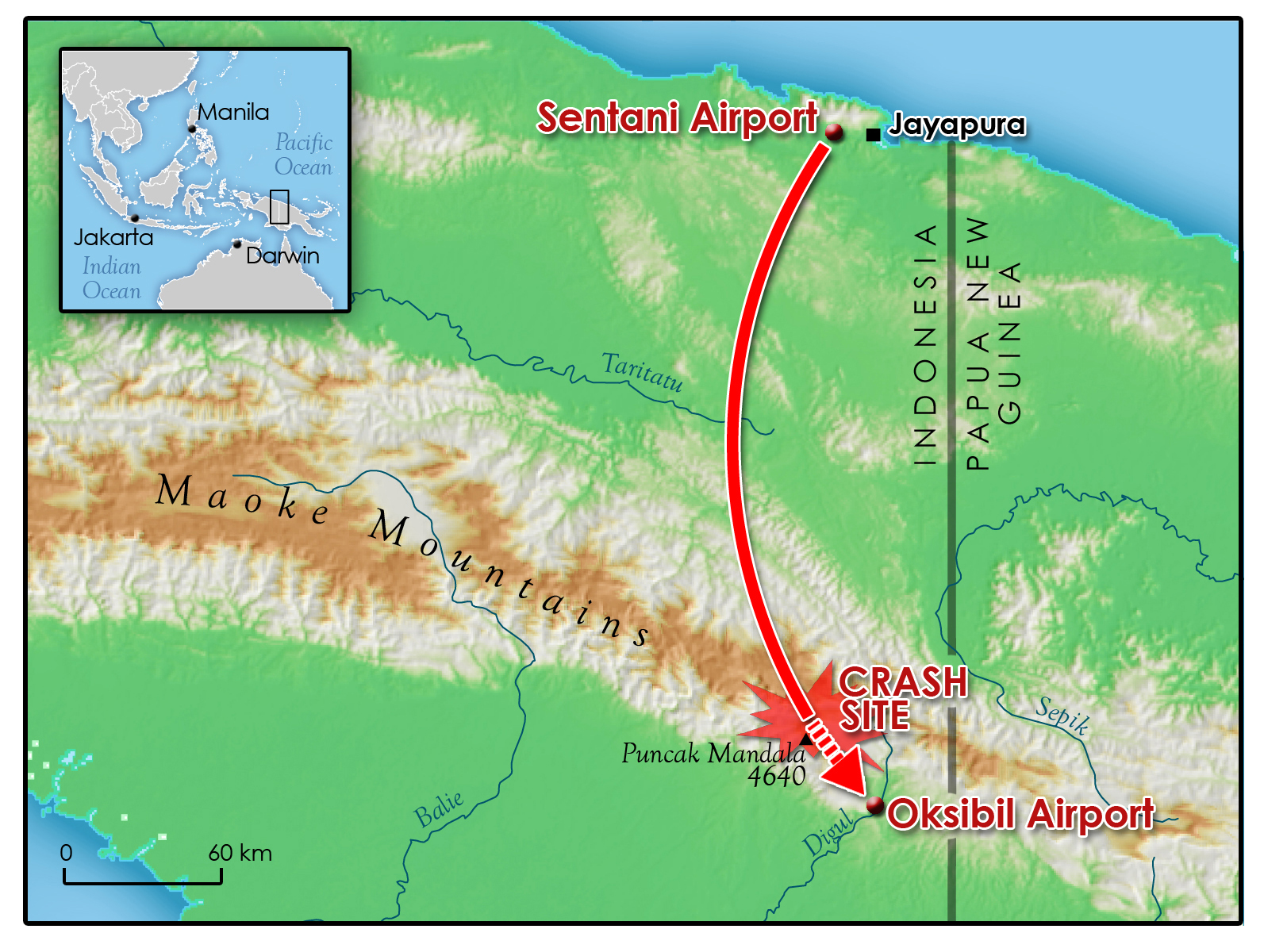
Схема полёта рейса 267

15 августа 2015 года рейс IL267 вылетел из Джаяпуры в 14:22 WIT (05:22 UTC); расчётное время посадки в Оксибиле — 15:16 WIT (06:16 UTC). Выполнял рейс ATR 42-300 борт PT-YRN, на его борту находились 5 членов экипажа и 49 пассажиров (в том числе 3 ребёнка и 2 младенца).
В 14:55 WIT, через 32 минуты после взлёта, метка рейса IL267 исчезла с экранов радаров. Перед этим самолёт не подавал никаких сигналов бедствия.
16 августа в 17:03 агентство «Reuters» со ссылкой на представителя министерства транспорта Индонезии сообщило о свидетельствах очевидцев о том, что пропавший лайнер рейса 267 врезался в склон горы Тангок.
17 августа на склоне горы Тангок на высоте 2530 метров над уровнем моря были обнаружены место катастрофы и обломки рейса 267.
18 августа было объявлено, что найдены тела всех 54 погибших.

## Расследование
Расследование причин катастрофы рейса IL267 проводил Национальный комитет по безопасности на транспорте (NTSC).
Окончательный отчёт расследования был опубликован в январе 2018 года.

## Культурные аспекты
Катастрофа рейса 267 Trigana Air Service показана в 20 сезоне канадского документального телесериала Расследования авиакатастроф в серии Без предупреждения (не путать с одноимённой серией 24 сезона).